# Wilhelm Münz
Wilhelm Münz (geboren am 2. April 1856 in Tarnów, Westgalizien; gestorben 20. Januar 1917 in Gleiwitz, Oberschlesien) war ein deutscher Rabbiner und Autor.

## Familie
Wilhelm Münz entstammte einer gebildeten österreichisch-galizischen Rabbiner-Familie. Sein Vater Lazar Münz galt als „Fürst der jüdischen Wissenschaft“ und war Sohn des Bielitzer Ehrenrabbiners Arie Löb Münz (um 1798–1891) sowie Enkel des berühmten Rabbiners Eleasar Löw (Schemen Rokeach, 1758–1837). Seine Mutter war die Kaufmannstochter Lea Luise Kleinmann aus Tarnów, seine Geschwister der Berenter Rabbiner Isaak Münz (1857–1932), der Arzt Philipp Münz (1864–1944) und Jettl (gest. 1935), Ehefrau des Rabbiners Arnold Klein.
Münz heiratete 1886 Emilie Guhrauer (gest. 1934) aus Lissa und wurde Vater von Erna (geb. 1887), Ernst Heinrich (geb. 1890) und Luise Lisbeth (geb. 1898).

## Leben
Münz besuchte die Gymnasien in Teschen und Kremsier. Nach der Matura begann er 1877 sein Studium in Berlin, wechselte aber im folgenden Jahr nach Breslau. Er studierte jüdische Theologie am Jüdisch-Theologischen Seminar und Philosophie bei Zeller, Weber und Freudenthal an der Universität Breslau. Münz wurde im Juni 1882 mit einer Arbeit über die Erkenntnistheorie Kants promoviert und im Juli 1884 zum Rabbiner in Gleiwitz berufen. Zuvor war er als Religionslehrer tätig.
Münz gründete die hebräische Unterrichtsanstalt in Gleiwitz. Er war Lehrer an städtischen Schulen, initiierte einen regelmäßigen Jugendgottesdienst und die jüdische Jugendbibliothek. Das von ihm angeregte Jüdische Altersheim wurde erst 1926 eröffnet. Münz gehörte 1905 zu den Mitbegründer des Oberschlesischen Museums. Er wirkte im Komitee des „Verbands zur Erziehung israelitischer Waisen“, gründete 1890 die Israelitische Kinderheilstätte Solbad Königsdorff-Jastrzemb (Jastrzębie-Zdrój), der er auch vorstand. Zwei Jahre später wurde Münch Gründungsmitglied und um 1905 stellvertretender Vorsitzender des Verbandes der Rabbiner Oberschlesiens. Er war Mitglied im Allgemeinen Deutschen Rabbinerverband (ADR), im Hilfsverein der deutschen Juden, der B’nai-B’rith-Loge und in weiteren Vereinen und Verbänden.
Wilhelm Münz wurde Anfang 1916 schwer krank und musste sich im Amt vertreten lassen. Er starb am 20. Januar 1917 an seinem Wirkungsort Gleiwitz.
Die Grabsteine von Münch mit der Inschrift „Ein Kämpfer für die Ehre des Judentums“ und seiner Ehefrau stehen auf dem Neuen Jüdischen Friedhof in Głiwice. Seit Frühjahr 2019 wird Münch in der Dauerausstellung im Haus der Erinnerung an die Juden Oberschlesiens gewürdigt. Das Gebäude der ehemaligen Gleiwitzer Zeremonienhalle hatte er 1903 als Festredner eingeweiht.

## Schriften
Münz verfasste polemische Schriften und nahm zu Problemen der Juden seiner Zeit Stellung. Ein Band mit Erzählungen erschien in zwei Auflagen. Seine Korrespondenz wird im Jüdischen Historischen Institut in Warschau, weitere Dokumente im Archiv des Museums in Gliwice verwahrt.
- Die Grundlagen der Kantschen Erkenntnistheorie. Eine Einführung in die ‚Kritik der reinen Vernunft’ Leipzig 1882, Breslau 1903.
  - Fondements de la théorie de la connaissance de Kant. (französisch)
- Ritualmord und Eid. (Ein offener Brief an den Reichstagsabgeordneten Herrn Liebermann von Sonnenberg) 4. Auflage 1902.
  - Ritual’noe ubijstvo i prisjaga. Henkel, 1902. (russisch)
- Es werde Licht, eine Aufklärung über Bibel und Babel. 1903.
- Die Judenmetzeleien in Rußland, ein offener Brief an die regierenden Fürsten und Staatsoberhäupter der Kulturwelt. 1906.
- Einsames Land, Erzählungen und Stimmungsbilder. 1907, 1911.